# Campylomormyrus
Rypoun (Campylomormyrus) je rod ostnojazyčných ryb z čeledi rypounovitých (Mormyridae).

## Druhy

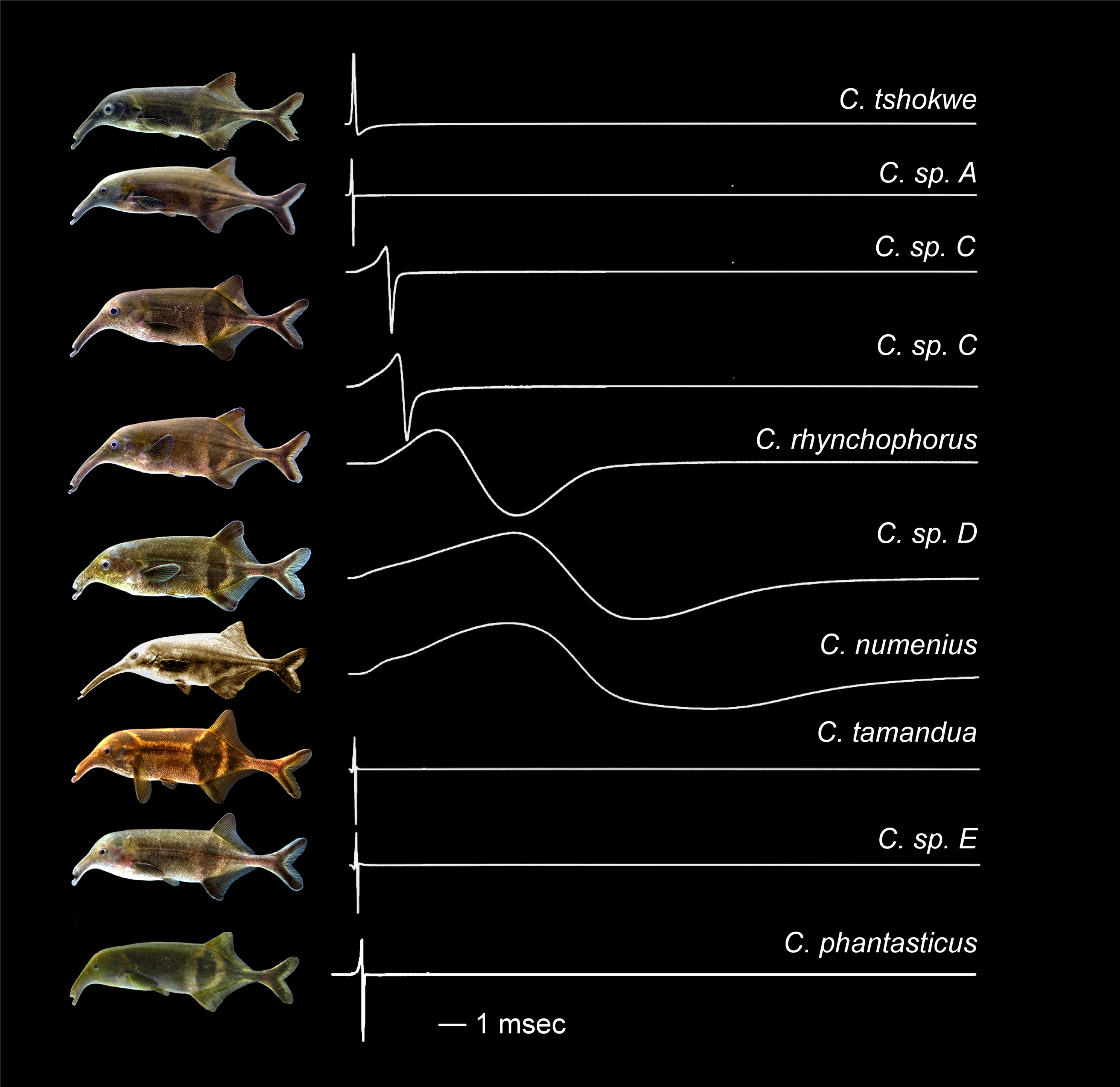
Některé druhy rodu Campylomormyrus a výboje jejich elektrických orgánů

V současnosti známe 15 uznaných druhů tohoto rodu: (BioLib.cz jich uvádí 14.).
- Rypoun losí (Campylomormyrus alces) (Boulenger, 1920)
- Rypoun mwerský (Campylomormyrus bredoi) (Poll, 1945) (
- Rypoun mramorovaný (Campylomormyrus cassaicus) (Poll, 1967)
- Rypoun Christyův (Campylomormyrus christyi) (Boulenger, 1920)
- Campylomormyrus compressirostris (Pellegrin, 1924)[5]
- Rypoun křivorypý (Campylomormyrus curvirostris) (Boulenger, 1898)
- Rypoun sloní (Campylomormyrus elephas) (Boulenger, 1898)
- Rypoun kabundský (Campylomormyrus luapulaensis) (L. R. David & Poll, 1937)
- Rypoun podivný (Campylomormyrus mirus) (Boulenger, 1898)
- Rypoun slukovitý (Campylomormyrus numenius) (Boulenger, 1898)
- Rypoun rypoší (Campylomormyrus orycteropus) Poll, J. P. Gosse & Orts, 1982
- Rypoun bizarní (Campylomormyrus phantasticus) (Pellegrin, 1927)
- Rypoun zobanitý (Campylomormyrus rhynchophorus) (Boulenger, 1898)
- Rypoun tamandua (Campylomormyrus tamandua) (Günther, 1864)
- Rypoun čokve (Campylomormyrus tshokwe) (Poll, 1967)